# Mallinella dinghu
Mallinella dinghu là một loài nhện trong họ Zodariidae.
Loài này thuộc chi Mallinella. Mallinella dinghu được Da-xiang Song & Joo-Pil Kim miêu tả năm 1997.